# Dům služeb (České Budějovice)
Dům služeb v Českých Budějovicích je třípatrová budova na Senovážném náměstí, která pochází z 60. let 20. století. Záměrem bylo sdružit služby obyvatelstvu, do té doby roztříštěné do řady drobných provozoven, na jedno místo.

## Historie
Výstavbě předcházela demolice skupiny budov naproti českobudějovické hlavní poště. Ta probíhala již v roce 1966. Stavbu pro českobudějovický Jihokov postavily nákladem 3,5 milionu Kčs Pozemní stavby. Ke slavnostnímu otevření došlo 16. února 1968 za doprovodu velké módní přehlídky uspořádané Svazem výrobních družstev.

## Nabídka služeb a zboží
V době otevření zahrnovalo přízemí nabídku vzorkových síní Lišovského nábytku a Družstva ledenických truhlářů, dále prodejnu družstva Blata, které nabízelo keramiku z Hrdějovic, Stráže nad Nežárkou, Bechyně, svícny, kávové a čajové soupravy, a nakonec vzorkovnu Pošumavských pletáren. V prvním patře byl ateliér družstva Fotografia vybavený trolejovým osvětlením v hodnotě 100 000 Kč. Dále služby Jihokovu, které zahrnovaly opravy fotoaparátů a kinoaparátů domácích značek, opravnu rybářských navijáků, dílnu pro výrobu dozických i FAB klíčů, opravnu přístrojových desek osobních i nákladních automobilů a hodinářskou provozovnu. Inzerována byla také oprava promítaček 8mm a 16mm filmů, diaprojektorů, ampérmetrů, benzinoměrů a plnicích per. Druhé patro nabízelo provozovny družstva TYP, šijící pánské i dámské oděvy z donesených i dodaných látek a opravující oděvy včetně kožených výrobků. Třetí patro využíval jako zázemí pro správu Jihokov.

## Další Domy služeb v Českých Budějovicích
V Českých Budějovicích existoval dále Dům služeb na Pražské třídě u obchodního domu Družba otevřený roku 1977 Jednotou, Dům služeb ve Čtyřech Dvorech otevřený nejpozději roku 1978 a Dům služeb na sídlišti Vltava otevřený v roce 1984 Jednotou.